# Apache DB Project
Das Apache DB Projekt ist innerhalb der Apache Softwareprojekte für den Datenbankzugang zuständig.
Dieses Projekt kümmert sich um verschiedene Lösungen zur Datenbankprogrammierung und Datenbankintegration. Bemerkenswert ist zum Beispiel die ObjectRelational Bridge – ein Programm zur automatischen persistenten Abbildung relationaler Datenbanken in Java-Objekten.